# Atomic TV
Atomic TV är en rumänsk TV-kanal som lanserades den 20 november 2021 för livestreaming online och som vanlig cabel TV-kanal den 23 november. Kanalen sänder främst musik från 1990- och 2000-talen, men även musik från 2010-talet.
Kanalen är en återupplivning av den ursprungliga Atomic TV-kanalen som lanserades den 3 februari 1999, senare omdöpt till TV K Lumea den 26 juni 2004.